# Karl-Erik Sandberg
Karl-Erik Sandberg, född 16 september 1911 i Norrköping, död 4 september 1965 i Engelbrekts församling, Stockholm, var en svensk flygtekniker och flygare.
Sandberg praktiserade 1936 vid Phillips & Powis i England där han även genomgick flygutbildning för civilt flygcertifikat. Vid Phillips & Powis fick han även fungera som provflygare av olika Milesflygplan. När han återkom till Sverige anställdes han som trafikflygare i Nordisk Aerotjänst. När andra världskriget bröt ut sökte han sig till Flygvapnet där han genomgick GFSU F3. Vid flygvapnet tjänstgjorde han senare som lärare på flermotoriga flygplan. När det bestämdes att S 16 skulle byggas om överfördes han till ombyggnadsgruppen vid flygförvaltningen. Han anställdes vid ABA 1943 där han blev ansvarig för pilotutbildningen i flygplankännedom och flygteknik. Fram till 1945 hade han bokfört 1 200 flygtimmar. Sandberg är gravsatt på Katolska kyrkogården i Stockholm.